# Bachmanniomyces uncialicola
Bachmanniomyces uncialicola är en lavart som först beskrevs av Friederich Wilhelm Zopf, och fick sitt nu gällande namn av David Leslie Hawksworth 1981. Bachmanniomyces uncialicola ingår i släktet Bachmanniomyces, divisionen sporsäcksvampar och riket svampar.  Arten är reproducerande i Sverige. Inga underarter finns listade i Catalogue of Life.